# Набесна (Аляска)
Набесна (англ. Nabesna) — переписна місцевість (CDP) в США, в окрузі Вальдес-Кордова штату Аляска. Населення — 2 особи (2020).

## Географія
Набесна розташована за координатами 62°27′6″ пн. ш. 142°56′5″ зх. д. / 62.45167° пн. ш. 142.93472° зх. д. (62.451571, -142.934597).  За даними Бюро перепису населення США в 2010 році переписна місцевість мала площу 415,63 км², з яких 414,18 км² — суходіл та 1,45 км² — водойми.

## Демографія
Згідно з переписом 2010 року, у переписній місцевості мешкало 5 осіб у 3 домогосподарствах у складі 2 родин. Густота населення становила 0 осіб/км².  Було 18 помешкань (0/км²).
Расовий склад населення:
| - 100,0 % — білих |

До двох чи більше рас належало 0,0 %. Частка іспаномовних становила 0,0 % від усіх жителів.
За віковим діапазоном населення розподілялося таким чином: 0,0 % — особи молодші 18 років, 80,0 % — особи у віці 18—64 років, 20,0 % — особи у віці 65 років та старші. Медіана віку мешканця становила 55,8 року. На 100 осіб жіночої статі у переписній місцевості припадало 66,7 чоловіків;  на 100 жінок у віці від 18 років та старших — 66,7 чоловіків також старших 18 років.
Цивільне працевлаштоване населення становило 0 осіб. 